# Otto Struve
Ne pas confondre avec son grand-père Otto Wilhelm von Struve (1819-1905)
Otto Struve (né le 12 août 1897 à Kharkiv, Ukraine, dans l'Empire russe et mort le 6 avril 1963 à Berkeley en Californie) est un astronome américain d'origine germano-balte. Il passa la majeure partie de sa vie et mena toute sa carrière scientifique aux États-Unis.

## Biographie

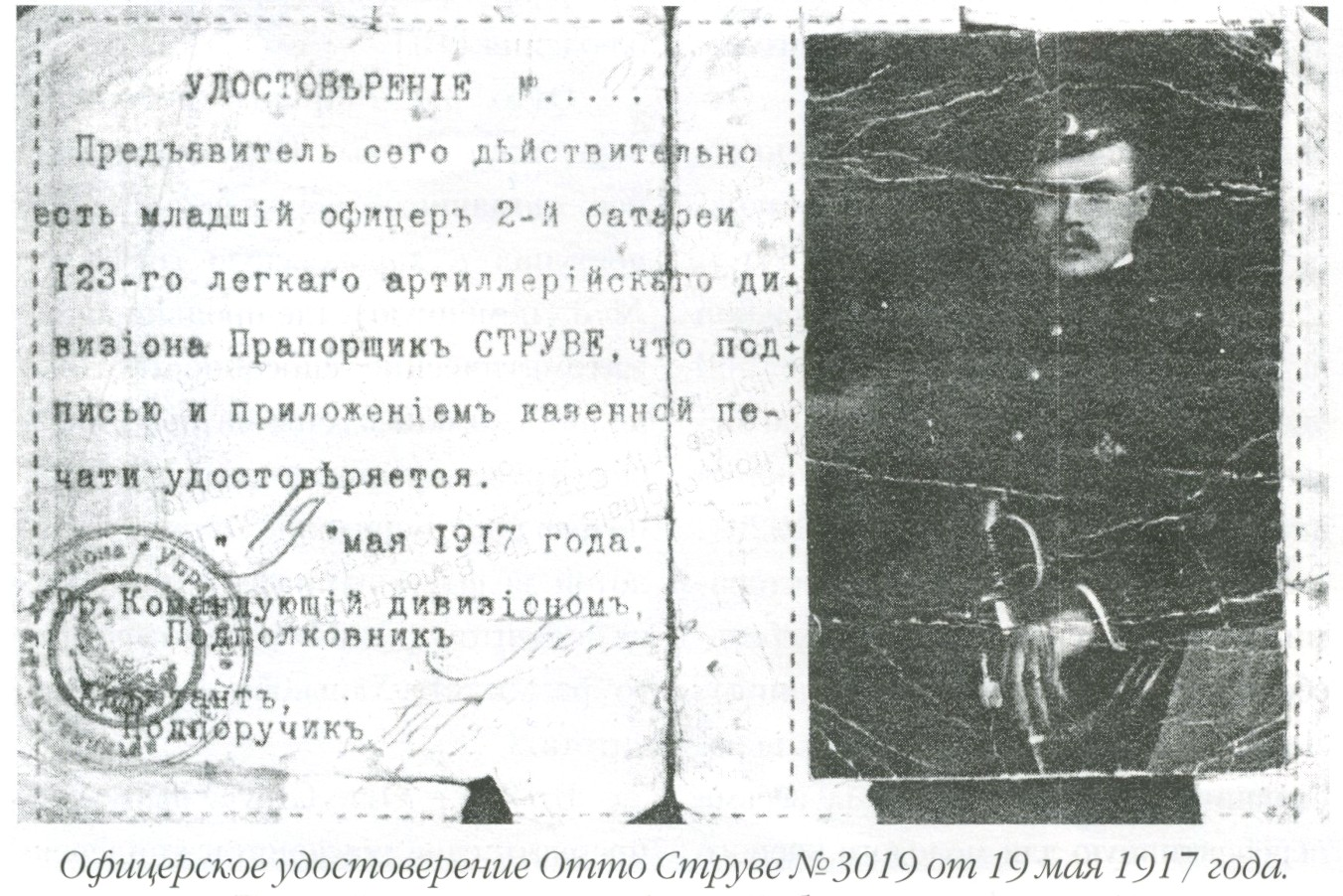
Papiers militaires d’Otto Struve, 1917

Otto Struve dut interrompre ses études pour intégrer l'armée lors de la Première Guerre mondiale. Pendant la Guerre civile russe, il combattit aux côtés des Armées blanches en tant que sous-lieutenant de la Division de Drozdovski et fut blessé. Quand il fut évident que les Blancs perdaient la guerre civile, il partit en exil avec eux. Son père, l'astronome Ludwig Struve, l'accompagna jusqu’à Sébastopol et y mourut en novembre 1920.
Il passa un an en exil à Gallipoli, en Turquie, puis à Istanbul. Il devint un indigent réfugié et trouva un emploi de bûcheron. Il apprit que son frère Werner, également officier russe blanc, était mort de la tuberculose et qu’une petite sœur était morte en se noyant. Il écrivit à son oncle Hermann Struve en Allemagne pour lui demander de l’aide. Ce dernier était aussi décédé quelques mois plus tôt, mais sa veuve demanda au successeur de son mari à l’observatoire de Berlin-Babelsberg qu’il écrivît au directeur de l’observatoire Yerkes à Chicago, Edwin B. Frost (en). Il en résulta une offre d’emploi.
Otto Struve s'établit alors aux États-Unis et commença une grande carrière dans l’astronomie. Il soutint sa thèse de doctorat en 1923. Sa mère Elizaveta le rejoignit la même année aux États-Unis. Il devint citoyen américain en 1927 et succéda finalement à Frost au poste de directeur de l'observatoire de Yerkes. Il fut directeur de quatre observatoires différents, éditeur de l’Astrophysical Journal et écrivit de nombreux livres tout en poursuivant ses recherches astronomiques (il fut notamment l'un des principaux promoteurs de la radioastronomie). Il devint également président de l'Union astronomique internationale.
Il était le petit-fils d’Otto Wilhelm von Struve et l’arrière-petit-fils de Friedrich Georg Wilhelm von Struve, qui furent des astronomes russes d'origine allemande. Il était également le neveu de Hermann Struve.
En 1925, il épousa la chanteuse Mary Martha Lanning qui est décédée en 1966. Ils n’eurent pas d'enfants, ce qui mit un terme à la dynastie astronomique des Struve.
| (991) McDonalda | 24 octobre 1922  |
| (992) Swasey    | 14 novembre 1922 |

## Distinctions et récompenses
- Médaille d'or de la Royal Astronomical Society (1944)
- Médaille Bruce (1948)
- Médaille Henry Draper (1949)
- Maîtrise de conférences Henry Norris Russell de la société américaine d'astronomie (1957)

## Hommages
- Le cratère Struve sur la Lune (baptisé pour les trois astronomes Struve)
- l'astéroïde (2227) Otto Struve
- le télescope Otto Struve (en) de l’observatoire McDonald

## Littérature
- Балышев М.А. Отто Людвигович Струве (1897-1963). Москва: Наука, 2008. 526 с.
- Artemenko T., Balyshev M., Vavilova I. The struve dynasty in the history of astronomy in Ukraine. Kinematics and Physics of Celestial Bodies. 2009. Vol. 25 (3). P. 153-167.
- Балышев М.А. Из истории Харьковской обсерватории: биографические очерки. В Кн.: 200 лет астрономии в Харьковском университете / Под. ред. проф. Ю.Г.Шкуратова. Харьков: Издательский центр ХНУ имени В.Н.Каразина, 2008. С. 99-154.
- Балишев М.А. Наукова біографія академіка О.Л.Струве: проблеми відтворення, аналіз бібліографії та джерел (2008). Наука і наукознавство. 2008. №2. С. 111-120.
- Балышев М.А. Sic transit gloria mundi: Жизнь и творчество Отто Людвиговича Струве (1897-1963). Историко-астрономические исследования / Институт истории естествознания и техники им. С.И. Вавилова РАН. Москва: Наука, 2007. Т.ХХХІІ. С. 138-206.
- Балышев М.А. Отто Людвигович Струве. Curriculum vitae: историко-биографическое исследование (2005). Харьков: СПДФО Яковлева, 2005. 150 с.
- Балышев М.А. Отто Людвигович Струве. Документально-биографический очерк. UNIVERSITATES. Наука и Просвещение. 2004. №3. С. 30-39.